# 슝샹후이
슝샹후이(熊向晖, 1919년 4월 12일 ~ 2005년 9월 9일)는 중국 국공 내전 당시 중국공산당 스파이였으며, 중화인민공화국이 건국된 후에는 외교 및 정보 분야의 고위 관리였다. 중국 내전에서 중국 공산당이 국민당을 상대로 승리하는 데 중요한 역할을 했으며, 최고 국민당 장군 중 한 명인 후종난의 개인 비서이자 보좌관이었다. 슝샹후이은 비밀리에 공산주의 두더지였으며 수년 동안 장개석의 일급 비밀 명령과 문서를 포함하여 매우 민감한 정보를 공산당 지도부에 전달했다.
1949년 이후 영국 주재 대사, 멕시코 주재 대사 등 중요한 외교 직책을 맡았다. 그의 경력은 1970년대와 1980년대에 절정에 이르렀으며, 1973년부터 1982년까지 중앙 수사부(당시 주요 민간 정보 기관)의 부국장, 수십억 달러 규모의 중국 국제 협회의 부주석 겸, 1982년부터 1987년까지 신탁투자공사(CITIC)의 CCP 위원회 서기로 임명되었다.